# Province de Zara
1923–1944
Entités précédentes :
- Royaume de Dalmatie

Entités suivantes :
- Comitat de Zadar

La province de Zara était une province italienne qui a existé en Dalmatie entre 1923 et 1944. Les plaques d'immatriculation correspondant à celle-ci portaient les lettres ZA.
Ancien territoire austro-hongrois, la province de Zara est accordée à l'Italie par le traité de Rapallo. Elle est formée de la ville de Zara (actuelle Zadar), de plusieurs municipalités alentour et de quelques îles. En 1938, la province était divisée en 13 communes et avait une superficie de 110,21 km2 pour une population de 25 302 hab., soit une densité de 230 habitants/km2.
En 1941, après l'invasion de la Yougoslavie, la province est intégrée par les Italiens à leur nouveau gouvernorat de Dalmatie. En 1943, après la capitulation italienne, la Dalmatie est annexée par l'État indépendant de Croatie. En 1945, la région est envahie par les communistes yougoslaves. Deux ans plus tard, le traité de Paris confirme l'abandon des possessions italiennes, dont l'ancienne province de Zara, à la Yougoslavie.

Localisation de la province de Zara (en rouge) en 1935

## Sources
- (it) Cet article est partiellement ou en totalité issu de l’article de Wikipédia en italien intitulé « Provincia di Zara » (voir la liste des auteurs).